# مریم بحرالعلومی
مریم سادات  بحرالعلومی (زاده ۲۱ اردیبهشت ۱۳۶۴ در تهران) کارگردان و تهیه‌کننده ایرانی است. او عضو کانون کارگردانان خانه سینما و عضو جامعه صنفی تهیه کنندگان سینمای ایران است.
بحرالعلومی دارای کارشناسی رشته سینما، تلویزیون و رادیو در دانشگاه استانبول است. او فعالیت خود را از ۱۴ سالگی با سمت دستیار صحنه آغاز کرد که پس از آن تا ۱۳۹۶ و ساخت اولین فیلم سینمایی خود، به صورت حرفه‌ای با عنوان دستیار کارگردان و برنامه‌ریز با کارگردان‌های بسیاری کسب تجربه نمود. سه فیلم سینمایی پاسیو، شهربانو و قطع فوری از ساخته‌های او تاکنون بشمار می‌رود و در سمت تهیه کننده فیلم تابستانی که برف آمد را تولید کرده است.

## فعالیت‌ها

### کارگردان
- پاسیو ۱۳۹۶
- شهربانو ۱۳۹۸
- قطع فوری ۱۳۹۹[۲]

## جوایز
- سیمرغ بهترین کارگردان بخش جلوه‌گاه شرق از سی و ششمین جشنواره جهانی فیلم فجر[۳]
- دیپلم افتخار بهترین فیلمنامه از هفتمین جشنواره بین المللی فیلم شهر برای پاسیو
- دیپلم افتخار بهترین فیلمساز زن از هجدهمین جشنواره بین المللی فیلم داکا برای پاسیو
- جایزه بهترین فیلم جشنواره جهانی سیدنی برای شهربانو
- نشان زرین هشتمین جشنواره بین المللی فیلم شهر برای شهربانو
- جایزه بهترین فیلم میان فرهنگی جشنواره بروژ بلژیک برای شهربانو
- جایزه بهترین فیلمساز زن از بیستمین جشنواره داکا برای شهربانو
- دیپلم افتخار فیلمساز فیلم کوتاه برتر از پارلمان فرهنگی ریچموندهیل کانادا